# Station Pontrieux
Station Pontrieux is een spoorweghalte in de Franse gemeente Pontrieux. Zij wordt bediend door treinen van het netwerk TER Bretagne op het traject Guingamp - Paimpol.
Het 'Station Pontrieux (Halte)' ligt aan de overzijde van het viaduct over de Trieux.